# Neactina ostensackeni
Neactina ostensackeni är en tvåvingeart som först beskrevs av Lindner 1958.  Neactina ostensackeni ingår i släktet Neactina och familjen vapenflugor. Inga underarter finns listade i Catalogue of Life.